# Modern Creative
Modern Creative es un subgénero musical del jazz para designar un estilo de jazz contemporáneo que combina géneros antiguos del jazz como el jazz rock, bebop y el free jazz, con estilos musicales más contemporáneos como el funk, el pop y el rock. 

## Lista parcial de músicos
- David Murray
- Matthew Shipp
- Muhal Richard Abrams
- McCoy Tyner
- Abdullah Ibrahim
- Mal Waldron
- Don Byron
- Paul Bley
- Irène Schweizer
- Chris Speed
- Christian Lillinger
- Theo Jörgensmann
- Sean Bergin
- Gordon Beck
- Gerd Dudek
- Pierre Dørge
- Ted Dunbar
- Bill Frisell
- J. D. Parran
- John Zorn
- Henry Kaiser
- Eugene Chadbourne
- Tim Berne
- Steve Lacy
- Cecil Taylor
- Ornette Coleman
- Ray Anderson